# McFarlan
McFarlan – miasto w Stanach Zjednoczonych, w stanie Karolina Północna, w hrabstwie Anson.